# Reise, Reise
Reise, Reise er det fjerde album fra metal-bandet Rammstein. Albummet udkom 27. september 2004 i Tyskland og indeholder følgende numre:
1. [04:12] Reise, Reise (Rejse, Rejse)
2. [04:33] Mein Teil (Min del – Tysk slang for penis)
3. [05:39] Dalai Lama (Dalai Lama)
4. [03:43] Keine Lust (Ingen lyst)
5. [04:24] Los (Af sted)
6. [03:47] Amerika (Amerika)
7. [04:17] Moskau (Moskva)
8. [04:00] Morgenstern (Morgenstjerne)
9. [03:53] Stein um Stein (Sten ved sten)
10. [04:32] Ohne dich (Uden dig)
11. [04:51] Amour (Fransk for kærlighed)

## Tilhørende singler

### Mein Teil
Mein Teil er første single fra Reise, Reise. Mein Teil (tysk) betyder "min del". Sangen handler om en tysk psykopat, der spiste op til flere kilogram af et menneske, før han blev anholdt. Historien fortæller, at han havde lagt en ansøgning op på en websted, og at den person, der endte med at blive spist, meldte sig frivilligt. Det siges også, at denne først var med til at spise enkelte dele af sig selv, inden han døde af forblødninger.
Sangen er kraftigt inspireret af den virkelige tyske kannibal Armin Meiwes.
Indeholder:
1. [04:23] Mein Teil
2. [04:07] Mein Teil (You Are What You Eat Edit) Remix by Pet Shop Boys
3. [07:22] Mein Teil (The Return To New York Buffet Mix) – Remix Arthur Baker
4. [07:20] Mein Teil (There Are No Guitars On This Mix) -Remix by Pet Shop Boys

### Amerika
Sangen Amerika handler om den amerikanske kulturs udbredelse i resten af verden. Den er anden single fra albummet Reise, Reise. I musikvideoen af samme navn filmer man bandets medlemmer på Månen, hvilket tydeligvis henviser til månelandingen i 1969, som nogle mener er et falsum. I slutningen af videoen ser man også det samme månelandskab, hvor det dog tydeligt fremgår, at det er i et filmstudie. Dette afspejler meget klart Rammsteins trang til at provokere. Man ser ligeledes buddhister og afrikanere spise og drikke Fastfood som pizza, burgere og Coca-Cola.
Mange anmeldere har kritiseret sangen, for at være antiamerikansk, andre har ment den blot dokumentere den amerikanske kulturs dominans i verden. Rammstein har udtalt at de blot ønsker, at fremvise den amerikanske kultur på en satirisk måde. Amerikanske anmeldere har specielt kritiseret sangen, for at være antiamerikansk, bl.a. fordi den er lavet af et lige et tysk band.
Singlen indeholder:
1. [03:41] Amerika
2. [03:40] Amerika (English Version)
3. [03:49] Amerika (Digital Hardcore Mix) Remix by Alec Empire
4. [03:14] Amerika (Western Remix) – Remix by Olson Involtini
5. [04:05] Amerika (Andy Panthen & Mat Diaz's Clubmix)
6. [04:32] Amerika (Electro Ghetto Remix) – Remix by Bushido & Ilan
7. [07:31] Amerika (Jam & Spoon So kann's gehen Mix)
8. [05:37] Mein Herz brennt (Orchesterlied V Album Version)

### Ohne dich
Ohne dich er tredje single fra metal-bandet Rammsteins album Reise, Reise. Her har danskerne fra Under Byen remixet et nummer. Det mindre kendte tyske band, Eisbrecher, har lavet et meget forandret cover af dette nummer
1. [04:31] Ohne dich (Album edit)
2. [04:09] Ohne dich (Mina Harker's Version) Remix by Laibach
3. [04:34] Ohne dich (Sacred Mix) Remix by Sven Helbig
4. [05:22] Ohne dich (Schiller Mix)
5. [05:48] Ohne dich (Under Byen Remix)
6. [04:23] Ohne dich (Beta Version)
7. [04:24] Ohne dich (Fiskeversion)

### Keine Lust
Keine Lust er fjerde single fra Reise, Reise.
1. [03:44] Keine Lust
2. [04:37] Keine Lust (Remix No. 1) Remix by Clawfinger
3. [05:02] Keine Lust (The Psychosonic Remix) Remix by DJ Drug
4. [03:52] Keine Lust (Bozz Remix) Remix by Azad
5. [04:11] Keine Lust (Jazz Remix) Remix by Clawfinger
6. [07:08] Keine Lust (Black Strobe Remix)
7. [03:40] Keine Lust (Curve Remix) Remix by Front 242
8. [03:30] Keine Lust (Ich zähl die Fliegen Remix) Remix by Krieger